# Józef Puzyna (matematyk)
Józef Puzyna herbu Oginiec (ur. 18 kwietnia 1856 w Martynowie Nowym koło  Rohatynia, zm. 30 marca 1919 w Stryju) – polski matematyk, encyklopedysta.

## Życiorys
Był profesorem Uniwersytetu we Lwowie (od 1889), w 1905 pełnił funkcję rektora, rok później prorektora tej uczelni; był również dziekanem Wydziału Filozoficznego w roku akademickim 1894/1895. W 1900 został członkiem Akademii Umiejętności w Krakowie (późniejszej PAU), od 1917 kierował Towarzystwem Matematycznym we Lwowie.
Był encyklopedystą oraz edytorem Encyklopedii zbiór wiadomości z wszystkich gałęzi wiedzy – polskiej encyklopedii wydanej w latach 1898–1907 przez społeczną organizację edukacyjną Macierz Polska, która działała w Galicji w okresie zaboru austriackiego. Opisał w niej zagadnienia z zakresu matematyki .
Jego najsłynniejszą pracą była Teoria funkcji analitycznych (1898–1900, 2 tomy). Wśród jego uczniów byli m.in. Franciszek Leja, Hugo Steinhaus, Antoni Łomnicki, Wacław Sierpiński, Stanisław Ruziewicz.